# Premio Goya voor beste acteur
De Premio Goya voor beste acteur (Mejor interpretación masculina protagonista) is een van de Goya Filmprijzen en wordt sinds 1986 jaarlijks uitgereikt. In onderstaande lijst staat de winnaar als eerste weergegeven, gevolgd door de andere genomineerden.
| Jaar         | Acteur                   | Film                                            |
| ------------ | ------------------------ | ----------------------------------------------- |
| 1987 (1ste)  | Fernando Fernán Gómez    | Mambrú se fue a la guerra                       |
| 1987 (1ste)  | Juan Diego               | Dragon Rapide                                   |
| 1987 (1ste)  | Jorge Sanz               | El año de las luces                             |
| 1988 (2de)   | Alfredo Landa            | El bosque animado                               |
| 1988 (2de)   | Imanol Arias             | El Lute: Camina o revienta                      |
| 1988 (2de)   | José Manuel Cervino      | La guerra de los locos                          |
| 1989 (3de)   | Fernando Rey             | Diario de invierno                              |
| 1989 (3de)   | Imanol Arias             | El Lute II: Mañana seré libre                   |
| 1989 (3de)   | Antonio Ferrandis        | Jarrapellejos                                   |
| 1989 (3de)   | Alfredo Landa            | Sinatra                                         |
| 1989 (3de)   | José Soriano             | Espérame en el cielo                            |
| 1990 (4de)   | Jorge Sanz               | Si te dicen que caí                             |
| 1990 (4de)   | Fernando Fernán Gómez    | Esquilache                                      |
| 1990 (4de)   | Fernando Fernán Gómez    | El mar y el tiempo                              |
| 1990 (4de)   | Juan Diego               | La noche oscura                                 |
| 1990 (4de)   | Alfredo Landa            | El río que nos lleva                            |
| 1991 (5de)   | Andrés Pajares           | ¡Ay, Carmela!                                   |
| 1991 (5de)   | Imanol Arias             | A sola conmigo                                  |
| 1991 (5de)   | Antonio Banderas         | ¡Átame!                                         |
| 1992 (6de)   | Fernando Guillén         | Don Juan en los infiernos                       |
| 1992 (6de)   | Gabino Diego             | El rey pasmado                                  |
| 1992 (6de)   | Jorge Sanz               | Amantes                                         |
| 1993 (7de)   | Alfredo Landa            | La marrana                                      |
| 1993 (7de)   | Javier Bardem            | Jamón Jamón                                     |
| 1993 (7de)   | Jorge Sanz               | Belle Époque                                    |
| 1994 (8ste)  | Juan Echanove            | Madregilda                                      |
| 1994 (8ste)  | Imanol Arias             | Intruso                                         |
| 1994 (8ste)  | Javier Bardem            | Huevos de oro                                   |
| 1995 (9de)   | Carmelo Gómez            | Días contados                                   |
| 1995 (9de)   | Gabino Diego             | Los peores años de nuestra vida                 |
| 1995 (9de)   | Alfredo Landa            | Canción de cuna                                 |
| 1996 (10de)  | Javier Bardem            | Boca a boca                                     |
| 1996 (10de)  | Álex Angulo              | El día de la bestia                             |
| 1996 (10de)  | Federico Luppi           | Nadie hablará de nosotras cuando hayamos muerto |
| 1997 (11de)  | Santiago Ramos           | Como un relámpago                               |
| 1997 (11de)  | Antonio Banderas         | Two Much                                        |
| 1997 (11de)  | Carmelo Gómez            | El perro del hortelano                          |
| 1998 (12de)  | Antonio Resines          | La buena estrella                               |
| 1998 (12de)  | Javier Bardem            | Carne trémula                                   |
| 1998 (12de)  | Jordi Mollà              | La buena estrella                               |
| 1999 (13de)  | Fernando Fernán Gómez    | El abuelo                                       |
| 1999 (13de)  | Gabino Diego             | La hora de los valientes                        |
| 1999 (13de)  | Eduardo Noriega          | Abre los ojos                                   |
| 1999 (13de)  | Antonio Resines          | La niña de tus ojos                             |
| 2000 (14de)  | Francisco Rabal          | Goya en Burdeos                                 |
| 2000 (14de)  | Fernando Fernán Gómez    | La lengua de las mariposas                      |
| 2000 (14de)  | Jordi Mollà              | Segunda piel                                    |
| 2000 (14de)  | Josep Maria Pou          | Amigo/Amado                                     |
| 2001 (15de)  | Juan Luis Galiardo       | Adiós con el corazón                            |
| 2001 (15de)  | Juan Diego Botto         | Plenilunio                                      |
| 2001 (15de)  | Carmelo Gómez            | El portero                                      |
| 2001 (15de)  | Miguel Ángel Solá        | Sé quién eres                                   |
| 2002 (16de)  | Eduard Fernández         | Fausto 5.0                                      |
| 2002 (16de)  | Sergi López i Ayats      | Sólo mía                                        |
| 2002 (16de)  | Eusebio Poncela          | Intacto                                         |
| 2002 (16de)  | Tristán Ulloa            | Lucía y el sexo                                 |
| 2003 (17de)  | Javier Bardem            | Los lunes al sol                                |
| 2003 (17de)  | Javier Cámara            | Hable con ella                                  |
| 2003 (17de)  | Juan Luis Galiardo       | El caballero Don Quijote                        |
| 2003 (17de)  | Sancho Gracia            | 800 balas                                       |
| 2004 (18de)  | Luis Tosar               | Te doy mis ojos                                 |
| 2004 (18de)  | Ernesto Alterio          | Días de fútbol                                  |
| 2004 (18de)  | Javier Cámara            | Torremolinos 73                                 |
| 2004 (18de)  | Alfredo Landa            | La luz prodigiosa                               |
| 2005 (19de)  | Javier Bardem            | Mar adentro                                     |
| 2005 (19de)  | Eduard Fernández         | Cosas que hacen que la vida valga la pena       |
| 2005 (19de)  | Eduardo Noriega          | El Lobo                                         |
| 2005 (19de)  | Guillermo Toledo         | Crimen ferpecto                                 |
| 2006 (20ste) | Óscar Jaenada            | Camarón                                         |
| 2006 (20ste) | Manuel Alexandre         | Elsa y Fred                                     |
| 2006 (20ste) | Juan José Ballesta       | 7 vírgenes                                      |
| 2006 (20ste) | Eduard Fernández         | El método                                       |
| 2007 (21ste) | Juan Diego               | Vete de mí                                      |
| 2007 (21ste) | Daniel Brühl             | Salvador (Puig Antich)                          |
| 2007 (21ste) | Sergi López i Ayats      | El laberinto del fauno                          |
| 2007 (21ste) | Viggo Mortensen          | Alatriste                                       |
| 2008 (22ste) | Alberto San Juan         | Bajo las estrellas                              |
| 2008 (22ste) | Alfredo Landa            | Luz de domingo                                  |
| 2008 (22ste) | Álvaro de Luna           | El prado de las estrellas                       |
| 2008 (22ste) | Tristán Ulloa            | Mataharis                                       |
| 2009 (23ste) | Benicio del Toro         | Che - The Argentine                             |
| 2009 (23ste) | Raúl Arévalo             | Los girasoles ciegos                            |
| 2009 (23ste) | Javier Cámara            | Fuera de carta                                  |
| 2009 (23ste) | Diego Luna               | Sólo quiero caminar                             |
| 2010 (24ste) | Luis Tosar               | Celda 211                                       |
| 2010 (24ste) | Ricardo Darín            | El secreto de sus ojos                          |
| 2010 (24ste) | Jordi Mollà              | El cónsul de Sodoma                             |
| 2010 (24ste) | Antonio de la Torre      | Gordos                                          |
| 2011 (25ste) | Javier Bardem            | Biutiful                                        |
| 2011 (25ste) | Antonio de la Torre      | Balada triste de trompeta                       |
| 2011 (25ste) | Ryan Reynolds            | Buried                                          |
| 2011 (25ste) | Luis Tosar               | También la lluvia                               |
| 2012 (26ste) | José Coronado            | No habrá paz para los malvados                  |
| 2012 (26ste) | Antonio Banderas         | La piel que habito                              |
| 2012 (26ste) | Daniel Brühl             | EVA                                             |
| 2012 (26ste) | Luis Tosar               | Mientras duermes                                |
| 2013 (27ste) | José Sacristán           | El muerto y ser feliz                           |
| 2013 (27ste) | Daniel Giménez Cacho     | Blancanieves                                    |
| 2013 (27ste) | Jean Rochefort           | El artista y la modelo                          |
| 2013 (27ste) | Antonio de la Torre      | Grupo 7                                         |
| 2014 (28ste) | Javier Cámara            | Vivir es fácil con los ojos cerrados            |
| 2014 (28ste) | Tito Valverde            | 15 años y un día                                |
| 2014 (28ste) | Antonio de la Torre      | Caníbal                                         |
| 2014 (28ste) | Eduard Fernández         | Todas las mujeres                               |
| 2015 (29ste) | Javier Gutiérrez         | La isla mínima                                  |
| 2015 (29ste) | Raúl Arévalo             | La isla mínima                                  |
| 2015 (29ste) | Ricardo Darín            | Relatos salvajes                                |
| 2015 (29ste) | Luis Bermejo             | Magical Girl                                    |
| 2016 (30ste) | Ricardo Darín            | Truman                                          |
| 2016 (30ste) | Pedro Casablanc          | B, la película                                  |
| 2016 (30ste) | Luis Tosar               | El desconocido                                  |
| 2016 (30ste) | Asier Etxeandia          | La novia                                        |
| 2017 (31ste) | Roberto Álamo            | Que Dios nos perdone                            |
| 2017 (31ste) | Luis Callejo             | Tarde para la ira                               |
| 2017 (31ste) | Antonio de la Torre      | Tarde para la ira                               |
| 2017 (31ste) | Eduard Fernández         | El hombre de las mil caras                      |
| 2018 (32ste) | Javier Gutiérrez         | El autor                                        |
| 2018 (32ste) | Andrés Gertrudix         | Morir                                           |
| 2018 (32ste) | Javier Bardem            | Loving Pablo                                    |
| 2018 (32ste) | Antonio de la Torre      | Abracadabra                                     |
| 2019 (33ste) | Antonio de la Torre      | El reino                                        |
| 2019 (33ste) | Javier Gutiérrez         | Campeones                                       |
| 2019 (33ste) | Javier Bardem            | Todos lo saben                                  |
| 2019 (33ste) | José Coronado            | Tu hijo                                         |
| 2020 (34ste) | Antonio Banderas         | Dolor y gloria                                  |
| 2020 (34ste) | Antonio de la Torre      | La trinchera infinita                           |
| 2020 (34ste) | Karra Elejalde           | Mientras dure la guerra                         |
| 2020 (34ste) | Luis Tosar               | Quien a hierro mata                             |
| 2021 (35ste) | Mario Casas              | No matarás                                      |
| 2021 (35ste) | Javier Cámara            | Sentimental                                     |
| 2021 (35ste) | Ernesto Alterio          | Un mundo normal                                 |
| 2021 (35ste) | David Verdaguer          | Uno para todos                                  |
| 2022 (36ste) | Javier Bardem            | El buen patrón                                  |
| 2022 (36ste) | Javier Gutiérrez Álvarez | La hija                                         |
| 2022 (36ste) | Luis Tosar               | Maixabel                                        |
| 2022 (36ste) | Eduard Fernández         | Mediterráneo                                    |